# Пестряк четырехпятнистый
Пестряк четырехпятнистый (лат. Allonyx quadrimaculatus) — род жесткокрылых насекомых семейства пестряков. Единственный представитель рода Allonyx.

## Описание
Последний членик лапки не вырезан.

## Биология
Встречается в сосновых и еловых лесах. Питается различными насекомыми-ксилофагами, в том числе клопами-подкорниками.

## Распространение
Встречается в Европе, Турции и Кипре. Имеет разорванный ареал.